# إي إم سي (قناة تلفزيونية أسيوية)
إيه إم سي هي قناة تلفزيونية آسيوية أطلقتها شبكة إي إم سي الدولية . استبدلت إي إم سي قناة إم جي إم في 1 يناير 2015. أنتجت شبكة إيه إم سي التلفزيونية دراما قف وأوقف النار و القسم واخشوا الموتى السائرون (مسلسل) و في الأراضي الوعرة و المدير الليلي كانت من بين المسلسلات الأصلية الأولى التي تم عرضها على القناة. تبث القناة أيضًا أفلامًا من مترو غولدوين ماير وباراماونت بيكتشرز وسوني بيكتشرز .
توقفت القناة عن البث في 31 ديسمبر 2018. وفي الوقت نفسه ، استمرت قناة إي إم سي أسيا متوفرة فقط في تايوان.

## البرمجة النهائية
- الرابعة وبصوت عال
- بابل
- تاريخ الرعب لإيلي روث
- اخشوا الموتى السائرون
- صراع الأسلحة
- أوقف واقبض على النار
- هاب وليونارد
- الجحيم على عجلات
- أفضل مخرجي أفلام هوليود
- بشر
- في الأراضي الوعرة
- جاك ايرش
- الرمز
- الفجوة
- مدير الليلي
- الإرهاب

## روابط خارجية
- الموقع الرسمي إي إم سي أسيا